# Ар (река)
Ар је главна притока Високе Рајне (његов проток чак премашује отицање ове друге на њиховом ушћу) и најдужа река која и извире и завршава се у потпуности унутар Швајцарске.
Његова укупна дужина од извора до споја са Рајном износи око 295 километара током које удаљености се спушта 1.565 км, исушивајући површину од 17.779 км2 (6.865 квадратних миља), скоро у потпуности унутар Швајцарске, и чини скоро половину површине земље, укључујући целу централну Швајцарску.
Дуж тока се налази више од 40 хидроелектрана.